# المتولي (المقرئ)
الشيخ محمد بن أحمد بن الحسن المتولي الشافعي  (1832-1895) شيخ عموم المقارئ المصرية في وقته. هو خاتمة المحققين المتأخرين يلقب بابن الجزري الصغير ومن أعلام القراء في أواخر القرن الثالث عشر الهجري ومطلع الرابع عشر الهجري.

## مولده
وُلِد المتولي سنة 1248هـ، بالدرب الأحمر في القاهرة، وهو الموافق سنة 1832.

## اسمه ونسبه ومذهبه
اسمه محمد بن أحمد بن الحسن بن سليمان.
اشتهر الشيخ بـ(المتولي).
وذكر شهرته (المتولي) في كتبه وإليك بعضاً مما ذكر:
قال في كتابه الروض النضير: «أما بعد: فيقول العبد الفقير الضعيف، الملتجئ إلى ربه اللطيف: محمد المتولي الشافعي الخَلْوَتيّ»
وقال في منظومته فتح الكريم:
قال الدوسري: ولم أعلم لأي معنىً عرف بذلك.
وهو شافعي خَلْوَتيّ، قال في كتابه الروض النضير: «أما بعد: فيقول العبد الفقير الضعيف، الملتجئ إلى ربه اللطيف: محمد المتولي الشافعي الخَلْوَتيّ»

## صفاته وأخلاقه
كان المتولي ضريراً، وهو مذكور على غلاف كتابه فتح المعطي. 
وكان من أبرز صفاته التواضع، قال في كتابه الروض النضير: «أما بعد: فيقول العبد الفقير الضعيف، الملتجئ إلى ربه اللطيف: محمد المتولي الشافعي الخَلْوَتيّ»
واشْتُهِرَ عن المتولي ما يدل على صلاحه وفراسته، فمن ذلك ما قاله الشيخ الضباع: «كنت غلامًا لا أزال أحفظ القرآن، وكان المترجم [أي: المتولي] شيخاً للمقارئ وفي آخر حياته، فكانت وصيته لابن أخته -أو صهره- [أي: حسن الكتبي] أنِ اعتنِ بتحفيظ هذا الغلام القرآن، وعلمه القراءات، وحَوِّل إليه كتبي بعد مماتي، قال [أي: الضباع]: فكأنّ الشيخ كان يعلم أنْ سيتحمّل هذا الغلام في مستقبل أيامه تَبِعات مشيخة المقارئ»).
وكان الشيخ رجَّاعًا إلى الحق متى استبان له. قال في كتابه الروض النضير: «واعلم أن هذا النظم [أي: فتح الكريم] قد تجدد إصلاحه غير مرة على تفاوت الاطلاع»
ومن سماته الظاهرة: قوة الحافظة وسَعَة الاطلاع، والقدرة الفائقة على الإقراء والتأليف نثرًا ونظمًا، يلمس ذلك من وقف على إنتاجه الغزير في التأليف، لا سيما في فتح الكريم وشروحه، وعزو الطرق.
وقد كان الهنيدي -تلميذ المتولي- يقرأ على المتولي في دار الكتب المصرية في علم القراءات، والمتولي يعد بسبحة في يده، فإذا فرغ الهنيدي من القراءة نظم المتولي ما سمع في الحال.
وقال الهنيدي أيضاً: كان المتولي جالساً في الأزهر يُقْرِئ القرآن، فجاءه أحد العلماء كي يُعَجِّزَه، فسأله عن عدة مسائل في العلوم الشرعية والعربية، والمتولي يسمع ما يلقي عليه من الأسئلة، فلما انتهى قال له المتولي: أجيبك نثرًا أو نظمًا؟ فبُهت السائل.

## مكانته العلمية
لمّا أتمّ حفظ القرآن الكريم التحق بالأزهر، وحصَّل كثيرًا من العلوم الشرعية والعربية، ثم اهتم بعلم القراءات فحفظ المتون الأساسية في التجويد والقراءات والرسم والضبط والفواصل، وهي:
«المقدمة فيما على قارئ القرآن أن يعلمه» لابن الجزري.
«تحفة الأطفال» في التجويد، للجمزوري.
«الشاطبية» في القراءات السبع.
«الدرة المضية» في القراءات الثلاث المتمة للعشر، لابن الجزري.
«طيبة النشر في القراءات العشر»، لابن الجزري.
«عقيلة أتراب القصائد»، في علم الرسم، للشاطبي
«النهاية في القراءات الزائدة على العشرة» لابن الجزري.

## ألقابه
لقب في زمانه بـ(ابن الجزري الصغير).
ونعته علي الضباع بـ (خاتمة المحققين المتأخرين).

## وفاته
توفي فجر يوم السبت 11 ربيع الأول 1313 هـ الموافق 31 أغسطس 1895 م.
ودفن بالقرافة الكبرى بالقاهرة، بالقرب من باب الوداع.

### البيانات الكاملة للمراجع
- المتولي، محمد بن أحمد؛ تحقيق أبو الجود، خالد حسن (2006). الروض النضير في تحرير أوجه الكتاب المنير (ط. 1). طنطا: دار الصحابة.
- الدوسري، إبراهيم بن سعيد بن حمد الدوسري (1999). الإمام المتولي وجهوده في علم القراءات 1248-1313هـ (ط. 1). الرياض: مكتبة الرشد.
- المتولي، محمد بن أحمد؛ تحقيق حسن، زيدان أبو المكارم (1947). فتح المعطي وغنية المقري في شرح مقدمة ورش المصري (ط. 1). القاهرة: مكتبة القاهرة.
- الضباع، علي محمد؛ تحقيق حسن، زيدان أبو المكارم (1947). التعريف بمؤلف [فتح المعطي] (ط. 1). القاهرة: مكتبة القاهرة.
- مصطفى بن شعبان الفيومي الوراقي (2022)، تحفة العصر بذكر مشاهير قراء مصر: في القرن الثاني عشر والثالث عشر والرابع عشر (جمعاً وتحريراً)، الرياض: دار المحدث، QID:Q115706563